# Gaffe à Lagaffe !
Ne doit pas être confondu avec l'album n° 16 Faites gaffe à Lagaffe ni le film Fais gaffe à la gaffe !
Gaffe à Lagaffe ! est le quinzième album dans la série originale de Gaston. Il paraît en 1996, soit quatorze ans après le précédent titre (La Saga des gaffes). Il s'agit du dernier album publié du vivant de son auteur, Franquin.
En 2018, lors de la sortie d'une nouvelle série reprenant l'intégralité des gags de Gaston accompagné d'inédits, le contenu de cet album est paru principalement dans les tomes 20 (Lagaffe rebondit) et 21 (Ultimes bévues) pour les gags récents. Le reste des gags apparaissent dans les autres albums selon leur chronologie de parution en planche dans Spirou ou ailleurs.